# Borama
Borama (Somalisch: Boorama, ook: Boramo, Borime, بوراما) is de hoofdstad van de regio Awdal in Somaliland, een zelfverklaarde onafhankelijke (doch niet erkende) staat in Somalië. Borama is ook de hoofdstad van het district Borama, een van de vier districten van Awdal.

Het centrum van Borama ligt slechts 5 km van de Ethiopische grens en hemelsbreed zo'n 105 km ten noordwesten van de hoofdstad van Somaliland, Hargeisa.

Borama is een bergachtige stad en ligt relatief hoog, ca. 1400 m.

Ca. 3 km ten westen van de stad ligt het vliegveld (een landingsstrook).

## Externe links

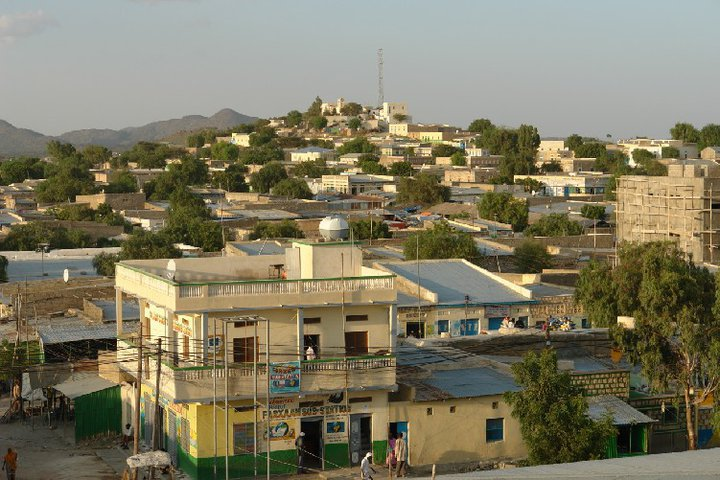
De wijk Ahmad Gurey in Borama